# Ben Jipcho
Ben Jipcho, celým jménem Benjamin Wabura Jipcho (1. března 1943 Mount Elgon District – 24. července 2020) byl keňský běžec na střední a dlouhé tratě.
Na Letních olympijských hrách 1968 obsadil v závodě na 1500 m desáté místo, když obětoval svůj výsledek týmové taktice a pomohl tak ke zlaté medaili Kipchogemu Keinovi. Na Hrách Commonwealthu 1970 obsadil druhé místo v běhu na 3000 m s překážkami, stejně jako na Letních olympijských hrách 1972. Na Afrických hrách 1973 vyhrál závody na 5000 m a na 3000 m s překážkami. Na Hrách Commonwealthu 1974 získal dvě zlaté (5000 m a 3000 m s překážkami) a jednu bronzovou (1500 m) medaili. Byl také světovým rekordmanem na 3000 metrů překážek a v roce 1973 byl zvolen světovým atletem roku v anketě časopisu Track & Field News.
Jeho vnučkou je Esther Chemutaiová, juniorská mistryně světa v přespolním běhu.

## Osobní rekordy
- 1500 m – 3:33,16
- 3000 m překážek – 8:13,91
- 5000 m – 13:14,3[3]